# Weissia fallax
Weissia fallax är en bladmossart som beskrevs av Sehlmeyer 1820. Weissia fallax ingår i släktet krusmossor, och familjen Pottiaceae. Inga underarter finns listade i Catalogue of Life.